# Cannibale (livre)
Pour les articles homonymes, voir Cannibale.
Cannibale est un roman de Didier Daeninckx publié en 1998 par les Éditions Verdier.
Il raconte les mauvais traitements réservés aux Kanak lors de l'Exposition coloniale de 1931 au bois de Vincennes, à Paris, préfigurant déjà les révoltes qui secoueront plus tard la Nouvelle-Calédonie. Au moment où le narrateur nous raconte son histoire ou il vit la révolte sur l'île.

## Résumé de l'histoire

### Résumé détaillé de l'œuvre
L'histoire commence dans la fin des années 1980 avec le trajet en voiture de Gocéné et de son ami chauffeur, Francis Caroz, de Poindimié jusqu'à la tribu de Tendo en Nouvelle-Calédonie. Gocéné décrit le paysage de l'île de Kanaky avec ses pistes de latérite, ses forêts, son sable blanc et l'écume que laisse la barrière de corail sur l'océan. Cependant, à 20km de la tribu de Tendo où vit Gocéné, ils sont arrêtés par un barrage gardé par deux jeunes à peine sortis de l'adolescence. Ces jeunes les menacent et obligent la Nissan à faire demi-tour, Gocéné décide donc de finir le trajet à pied. Wathiock et Kali, les deux jeunes, ne comprennent pas ce que Gocéné fait avec un « blanc ». On apprend alors que lui et Caroz ont 75 ans et que ce dernier a fait de la prison pour avoir défendu le personnage principal de l'œuvre. Les jeunes proposent du thé et des crevettes à Gocéné qui s'assoit avec eux et qui commence à leur raconter son histoire.
Il explique comment il a été embarqué pour l'exposition coloniale de 1931 en France. Il avait une confiance aveugle en sa tribu. Ils ont embarqué sur la Ville de Verdun le 15 janvier 1931, le voyage a été très difficile : il y a eu des cas de malaria et trois personnes sont mortes. Les morts ont été jetés à la mer alors que leur tradition veut qu'ils soient enterrés, sinon, ils ne peuvent pas trouver le repos éternel. Il débarque à Marseille et prennent le train à la gare de Saint-Charles. Une fois arrivés à Pionville à Nimes, ils ont pris un train jusque Paris. Gocéné reste toujours près de Minoé, sa promise. Il constate très rapidement que les engagements pris à Nouméa par l'adjoint du gouverneur ne sont pas du tout respectés. Ils sont placés dans un enclos entre les crocodiles et les lions où ils doivent faire du feu, construire des pirogues, se baigner dans un fossé d'eau croupie et les femmes doivent danser dénudées à heures fixes alors que ce n'est pas du tout dans leurs coutumes.
Gocéné imagine alors ce qui a dû se passer dans le bureau du haut commissaire Albert Pontevigne bien qu'il ne le sache pas encore. Cet administrateur apprend que tous les crocodiles sont morts mais Grimaut, un de ses subalternes, a réussi à en trouver dans un cirque d'Allemagne en échange de 30 Kanak.
Le récit de Gocéné est coupé par l'intervention de Wathiock qui pense que l'histoire qu'il leur raconte ne peut pas être vraie.
Gocéné reprend en expliquant comment s'est passé le jour de l'inauguration : le cortège officiel ne passe même pas par leur enclos car le mauvais temps les fait raccourcir le temps de défilé du cortège. Toute la vie des Kanak dans l'enclos est un spectacle: toutes les 5 minutes, ils doivent s'approcher des visiteurs en poussant des cris pour leur faire peur. Puis, dans l'après-midi, le chef des gardiens arrive et en appelle certains, dont Minoé et un certain Karembeu qui est en fait l'arrière grand-père du joueur de football. Il les fait rentrer dans la case où il leur explique qu'il veut leur faire visiter la ville. Gocéné ne le saura que plus tard car il n'a pas été appelé avec les 30 Kanak. À ce moment, Gocéné est en compagnie de Badimoin, le cousin de Minoé, les deux hommes voient qu'ils emmènent les autres et s'y précipitent, ils luttent pour les rejoindre mais on lui donne des coups de matraque et il tombe à demi assommé. Il arrive tout de même à entendre Minoé lui dire qu'ils sont emmenés à Paris.
L'histoire de Gocéné est interrompue par une voiture qui approche du barrage, les deux jeunes se mettent en place avec leurs fusils. Ce n'est qu'une fausse alerte, ce sont des voisins venus voir le barrage. Cependant, selon Wathiock, les gendarmes ne vont pas tarder à venir.
Le récit se poursuit avec le réveil de Gocéné et son évasion du village kanak avec Badimoin: ce dernier récupère l'argent donné par la tribu et ils escaladent un arbre pour se retrouver de l'autre côté des grilles qui les gardaient prisonniers. Les deux hommes découvrent Paris et sa circulation très dense, il leur est difficile de comprendre où aller et comment. En entendant une sirène de police, ils s'enfuient pensant que ce sont eux que les policiers cherchent. Ils finissent par tomber sur un café où ils entrent pour manger. Le patron pense qu'ils sont Guyanais et ils ne contredisent pas le serveur quand il leur demande d'où ils viennent. Ils mangent du couscous pendant qu'un accordéoniste joue un air mélancolique. Gocéné est démotivé et nostalgique, il pense à sa tribu et aux paysages qui l'entourent. Il imagine comment se passera leur retour : il ne dira rien sur ce qu'il s'est passé en France mais quand viendra le soir, il le racontera aux anciens. En sortant du restaurant, un violent orage éclate et ils n'ont pas d'endroit où se mettre à l'abri. Gocéné veut se réfugier dans le métro mais Badimoin ne veut pas le suivre à cause d'une histoire que lui a raconté le gardien des morts dans leur tribu. Il dit : « Seuls les morts peuvent demander l'asile aux vivants », l'inverse n'est pas possible, car, selon leurs croyances, l'espace souterrain est réservé aux morts. Finalement, Badimoin éreinté suit Gocéné, ils ont peur du grondement qui s'élève de la rame de métro. Ils s'assoient sur un banc pour se reposer et Badimoin s'endort. Pendant ce temps, un vieil homme s'assoit à côté de Gocéné, il lui parle du musée ethnographique du Trocadéro et des Indiens peaux rouges qu'il a vus. Gocéné finit par réveiller Badimoin pour qu'il retourne au zoo afin de tendre une embuscade au chef des gardiens pour qu'il leur dise où ils ont emmené leurs compagnons. Après l'avoir menacé de le jeter aux crocodiles, il leur avoue que c'est M.Grimaut qui a décidé que les Kanak avaient été échangés contre des crocodiles et qu'ils vont partir cette après-midi en Allemagne. Il leur indique qu'ils ont été conduits à l'Armée du Salut et l'itinéraire qu'ils doivent emprunter pour y aller. Ils lui mentent pour qu'il se taise et l'assomment.
Un hélicoptère de la gendarmerie survolant le barrage routier suspend le récit de Gocéné. Kali adresse un bras d'honneur au gendarme qui les observe aux jumelles.
Gocéné continue sa narration: Ils prennent l'itinéraire indiqué mais Badimoin refuse de prendre le métro. Ils demandent à un ouvrier le chemin à suivre à pied et ils démarrent leur long périple vers l'Armée du Salut. Vers 15h, ils y arrivent enfin, cependant, deux soldats gardent la porte. Ils finissent par entrer en passant sur le côté du bâtiment mais les dortoirs sont vides excepté un bout de tissu laissé par Minoé à leur intention. Un soldat les surprend pensant qu'ils faisaient partie du convoi, ils arrivent à s'échapper après avoir semé les soldats dans le bâtiment. Un badaud les renseigne sur le chemin à prendre pour rejoindre la gare de l'Est. Ils y arrivent et demandent à une femme qui essaie de les éviter où se trouve le train pour Francfort, elle est obligée de leur répondre car son enfant dit qu'ils ressemblent aux personnes du zoo. On apprend, par ailleurs, qu'ils ne savent pas lire. Ils atteignent le quai trop tard, le train se met en marche sous leurs yeux. Néanmoins, Gocéné arrive à voir Willy Karembeu ce qui l'assure que leurs compagnons sont bien partis dans ce train. Gocéné veut prendre un autre train pour les rejoindre mais la police leur fonce dessus. Ils s'enfuient et s'engouffrent dans une bouche de métro malgré les protestations de Badimoin. Un Africain faisant le ménage empêche le cousin de Minoé de s'écraser au sol après s'être pris les pieds dans son seau. Il leur demande si ce sont eux que les policiers recherchent, ils acquiescent et l'homme les cache dans son débarras dont il est le seul à avoir la clé.
Une fois le danger passé, l'Africain allume la lumière et se présente, il s'appelle Fofana. Il leur demande s'ils ont faim, dès lors, Badimoin commence à justifier leur fuite mais Fofana l'interrompt et leur dit que ce n'est pas ce qu'il veut savoir, les deux Kanak finissent par manger. Badimoin demande quand est le prochain train pour Francfort, malheureusement il est seulement dans trois jours et c'est le seul moyen pour s'y rendre. Fofana raconte son histoire et on y voit un morceau de ce qu'ont vécu les tirailleurs sénégalais. Il leur propose de les aider à prendre le prochain train mais Gocéné et Badimoin veulent retourner à l'exposition pour savoir où sont leurs compagnons. Fofana décide de les accompagner.
L'histoire est à nouveau interrompue, cette fois par Wathiock car quelqu'un arrive. Cette personne est Sébéthié, un Kanak venu les prévenir que les gendarmes défont les barrages les uns après les autres. Les ordres sont de les retarder mais de ne pas résister.
Après cette interruption, l'histoire continue : Fofana guide les deux héros avec aisance à travers le labyrinthe qu'est le métro parisien. Il les laisse au pied de l'escalier qui mène à l'esplanade de l'exposition. Arrivés dans l'enceinte, Gocéné veut se reposer, il demande à Badimoin de le réveiller quand la nuit sera tombée. À son réveil, Badimoin est très amusé des rêves qu'a fait Gocéné qui parlait pendant son sommeil. Il y retrouvait Minoé et parlait de Nkegny, un petit chef kanak venu combattre pendant la Première Guerre mondiale. On apprend que 1000 Kanak et 1000 Caldoches, appelés les Niaoulis, sont venus se battre et que des centaines ont été tués et blessés. Ils parlent ensuite du plan de Gocéné qui est de rentrer dans le bâtiment principal pour trouver les supérieurs du gardien qu'ils ont interrogé plus tôt. Pendant qu'ils observent le commissariat général, deux hommes et une femme bloquent le passage des visiteurs. Quand la foule commence à grossir, la femme entame un discours où elle critique les colonies et les morts qui y sont faites. La foule l'insulte et lui lance des projectiles, certains prennent son parti et des coups sont échangés. Les policiers essaient de rétablir l'ordre et de la bâillonner mais elle arrive à terminer son discours où elle conclut en appelant au boycott de l'exposition.
Pendant ce temps, les deux Kanak se faufilent dans le bâtiment en profitant du chaos extérieur, ils surprennent une conversation entre Grimaut et un certain Laubreaux qui traitent la femme au discours de communiste. Après la conversation, ils poussent Grimaut dans une pièce qui s'avère être le bureau du haut commissaire, Albert Pontevigne. Cet homme se croit supérieur à eux et les traite comme des moins-que-rien. Badimoin explique le ressenti qu'ils ont à cause des mauvais traitements et des promesses non tenues. Pontevigne prétend qu'il ne sait rien du tout, or il est passé devant leur enclos et il a bien vu les horreurs qu'ils subissent : ils sont battus, on dénude la poitrine des femmes, etc. Le haut commissaire est peureux face à eux alors il tente de les calmer et de les arnaquer en faisant semblant d'appeler les bureaux des chemins de fer mais il appelle à l'aide dès que le téléphone est décroché. Badimoin s'attaque à Pontevigne et les deux hommes se rouent de coups. Grimaut avoue la raison du départ des 30 Kanak.
Quand les renforts arrivent et entourent le bâtiment, ils décident de s'enfuir et de se retrouver au débarras de Fofana s'ils sont séparés. Mais en sortant, deux policiers leur font face, Gocéné et Badimoin courent droit sur eux. Une fois le choc passé, les policiers se ressaisissent et leur tirent dessus. Badimoin est touché dans le dos et il meurt sur le gravier, un sourire aux lèvres. Gocéné relève la tête, un pistolet est pointé sur lui, il pense mourir mais un homme rompt le cercle que les policiers avaient fait autour du Kanak et leur dit qu'ils s’apprêtent à commettre un crime, ce qu'ils ont déjà fait avant en tuant Badimoin. Avec la foule qui se masse autour d'eux, le commissaire décide d'embarquer l'inconnu et Gocéné. Les deux hommes sont séparés arrivés au commissariat. Gocéné ne le revoit qu'au procès quand l'homme est condamné à 3 mois de prison pour rébellion contre les forces de l'ordre. Gocéné reste enfermé pendant 15 mois à Fresnes avant de retourner à Marseille pour rentrer au pays.
Wathiock comprend alors que l'homme qu'il a chassé est le même qui a sauvé le vieux kanak qui se tient devant lui, il dit qu'il les aurait laissés passer s'il avait su ça. Gocéné rétorque qu'ils ne connaîtraient pas son histoire s'ils avaient ouvert le barrage. Cet homme est Francis Caroz, un ouvrier parisien « qui ne supportait pas qu'on tue des innocents qu'ils soient noirs ou blancs ». Il s'est retrouvé en Kanaky après avoir envoyé une lettre à Gocéné 15 ans auparavant où il explique qu'il est retraité et que sa femme vient de mourir. Gocéné lui ayant répondu, il est venu découvrir la Nouvelle-Calédonie et il n'est jamais reparti. Kali et Wathiock, avant que Gocéné ne reprenne sa route, lui demandent ce qui est arrivé à Minoé. Il leur apprend qu'elle l'attend à Tendo. Il marche une heure durant puis deux hélicoptères arrivent et on entend des coups de feu.
Une phrase lui revient, c'est la réponse que lui a donné Caroz quand il lui a demandé pourquoi il l'avait aidé : « Les questions, on se les pose avant... Dans un moment pareil, ce serait le plus sûr moyen de ne rien faire » et Gocéné fait demi-tour.C'est une histoire inspirée de faits réels, les zoos humains ont bel et bien existés.

### Présentation des personnages
Dans ce roman, il y a les Kanak puis trois types de personnages : ceux qui viennent en aide aux héros, ceux ayant une attitude raciste et les neutres.

#### Gocéné
Gocéné est le personnage principal de Cannibale. Il est né dans la tribu de Canala et vit actuellement dans la tribu de Tendo avec sa femme, Minoé. À 75 ans, il raconte son histoire à deux jeunes Kanak. Il a vu énormément de choses dans sa vie mais il a vécu une humiliation à Paris où il a été envoyé avec plus d'une centaine d'autres Kanak venant de plusieurs tribus. Il est déterminé et n'hésite pas à mettre sa vie en danger pour sauver ses compagnons de voyage. Il n'hésitera pas non plus à venir en aide à Wathiock et Kali au péril de sa vie. Ce personnage est un symbole de la lutte anti-coloniale et du travail de mémoire dont nous devons faire preuve.

#### Badimoin
Badimoin est le cousin de Minoé et il fait partie de la maison du chef de Canala, Waito. Il a promis à ce dernier de veiller sur Gocéné et Minoé pendant leur voyage en France, c'est pourquoi il part à la recherche de sa cousine avec Gocéné. Des policiers l'abattent de plusieurs balles dans le dos alors qu'il tente de s'enfuir avec Gocéné, il meurt un sourire aux lèvres. Ce personnage nous montre l'injustice et la violence perpétrées contre ces peuples autochtones par les « blancs ».

#### Minoé
Minoé est la fille du chef de Canala et elle a été promise à Gocéné. On la voit assez peu, pourtant elle est présente tout au long du roman par l'intermédiaire de Gocéné qui entreprend son voyage à travers Paris pour la retrouver. Selon Daeninckx, c'est à partir de la relation entre Gocéné et Minoé que toute l'histoire a pu prendre forme.

#### Waito
Waito est le chef du village de Canala. Il est la figure paternelle du livre, c'est lui qui a désigné les Kanak qui allaient se rendre à Paris pour représenter leur tribu. Il ignorait les traitements qui allaient être réservés à son peuple car l'adjoint du gouverneur, Joseph Guyon, avait pris des engagements à Nouméa quant à leur voyage. Ces engagements ont été oubliés dès leur arrivée à Paris.

#### Albert Pontevigne
Albert Pontevigne est le haut-commissaire de l'exposition coloniale. C'est un menteur. Il est responsable du bon déroulement de l'exposition. C'est lui qui a appelé à l'aide et cela a entraîné la mort de Badimoin. Il représente l'autorité raciste et le système pro-colonial de l'histoire.

#### Grimaut
Grimaut est l'adjoint du haut-commissaire, Albert Pontevigne. Il est celui qui apprend à Pontevigne la mort des crocodiles et il est aussi celui qui a proposé au cirque Höffner d'échanger une centaine de crocodiles contre une trentaine de Kanak. Cela ne lui semble pas du tout inhumain, il trouve même que ce n'est pas grand-chose puisqu'il a réussi à récupérer des crocodiles, ce qui était leur plus gros problème. Ce personnage nous fait nous poser la question de ce qui est tolérable et il représente bien la mentalité des années 1930. 

#### Wathiock et Kali
Wathiock et Kali sont deux jeunes rebelles qui se battent pour l'indépendance de la Kanaky dans les années 1980. C'est le nom que les Kanak donnent à leur île. Ce sont les personnes qui arrêtent Gocéné et Caroz au début de l'histoire, cela va entraîner le récit du périple de Gocéné lors de l'exposition universelle. La méfiance qu'ils ont envers les « blancs » est présente dès le début de l'œuvre et l'histoire de Gocéné va changer leur point de vue sur eux : ils se rendent compte que tous ne sont pas intolérants. Didier Daeninckx nous laisse dans l'ignorance quant à ce qui leur arrive : on ne sait pas s'ils vont s'en sortir. Tout ce qu'on sait, c'est que deux hélicoptères arrivent pour défaire le barrage et qu'on entend des coups de feu.

#### Fofana
Fofana est né en Casamance, une région du Sénégal. C'est un homme de ménage qui travaille à la gare de l'Est. Il joue un rôle très important dans l'histoire : il aide Gocéné et Badimoin à échapper aux policiers dans le métro, il les nourrit puis il les guide jusqu'à Vincennes pour retourner à l'exposition coloniale. Ce personnage permet à Didier de nous raconter une autre partie de l'histoire coloniale, celle des tirailleurs sénégalais envoyés au front populaire 

#### Francis Caroz
Francis Caroz fait son apparition dès les premières pages de l'histoire, alors qu'il accompagne Gocéné jusqu'à la tribu de Tendo. Une forte amitié le lie à ce dernier. C'est un ouvrier parisien qui vivait en banlieue, à Saint-Denis, dans les années 1930. Il s'est interposé quand les policiers pointaient une arme sur Gocéné et qu'ils venaient d'abattre Badimoin. Cela a sauvé la vie de Gocéné. Il a écopé d'une peine de 3 mois de prison à cause de son acte. La volonté de Daeninckx est de montrer que c'est un homme ordinaire, seulement il ne supporte pas l'injustice peu importe la couleur de peau de la personne.

## Contexte d'écriture et de publication

### Un travail de mémoire par Daeninckx
Didier Daeninckx effectue un premier travail de mémoire en publiant son deuxième roman Meurtres pour mémoire en décembre 1983. Il y relate le massacre du 17 octobre 1961 perpétré par les forces de police à Paris lors d'une manifestation pacifique contre le couvre-feu instauré uniquement contre les Algériens. La première reconnaissance publique du massacre par le gouvernement est faite par le président François Hollande en 2012.
Un des autres romans engagés de Didier Daeninckx est Le Der des ders, publié en 1984. Ce roman policier suit la vie d'après-guerre d'un soldat de la Première Guerre mondiale qui s'est reconverti en détective et d'un colonel du 296ème Régiment d'Infanterie victime d'un maître-chanteur. Cette enquête va replonger les deux hommes dans la guerre de 1914-1918. Daeninckx a écrit cette histoire en pensant à son grand-père paternel qui s'est retrouvé à 18 ans dans l'horreur des tranchées. 
La rédaction de Cannibale s'est faite à la suite de hasards. Un de ses amis a été nommé directeur de la bibliothèque de Nouméa et il l'a invité à venir rencontrer le public dans toute la Nouvelle-Calédonie à l'occasion d'un réseau de cases-lectures que son ami avait organisé. Il leur racontait ses romans et eux racontaient des contes et des légendes. Il s'est rendu compte que la culture kanak est essentiellement orale. Il ne voulait pas raconter l'histoire des Kanak car il y voit une dépossession historique et culturelle mais il souhaitait plutôt raconter une partie de l'histoire française à laquelle les Kanak ont été mêlés contre leur gré. 
Daeninckx est un auteur engagé qui, à la manière de Jacques Prévert, se dit « dégagé ». Il entend par là que pour écrire, il faut être totalement libre de toute pression, de toute obligation, de tout pouvoir et de tout parti.

### L'Accord de Nouméa du 5 mai 1998
Afin d'éviter de nouvelles violences, des négociations sont organisées pour éviter qu'un référendum sur l'indépendance ne se tienne en 1998. Le parti indépendantiste (FLKNS) accepte la solution proposée car le nickel, principale ressource minière du pays dont les Kanak étaient tenus à l'écart, tient une place déterminante dans la négociation, les indépendantistes souhaitent avoir les moyens économiques d'assurer leur souveraineté. L'Accord est adopté par référendum le 5 mai 1998 par une majorité de Calédoniens et il entreprend « un processus de décolonisation dans la République » de vingt ans.
Le préambule prévoit la légitimité du peuple Kanak en tant que peuple autochtone, la légitimité des nouvelles populations venues à la suite de la colonisation, la reconnaissance des périodes sombres de l'époque coloniale, la refondation d'un lien social entre les différentes communautés et la solution négociée entre les signataires des Accords de Matignon.
Le livre Cannibale de Didier Daeninckx est publié en septembre 1998, soit 4 mois après la signature de l'Accord de Nouméa et il met en lumière une des périodes sombres de la colonisation auquel le préambule de cet accord fait référence.

## Les différents contextes historiques de l'œuvre

### La situation de la Nouvelle-Calédonie avant l'exposition universelle de 1931
La Nouvelle-Calédonie, territoire du peuple kanak, a été découverte par James Cook, un explorateur britannique, en 1774. Jusqu'en 1853, date à laquelle elle est rattachée à la France en tant que colonie, l'île est abordée par de nombreux aventuriers et pêcheurs de baleine sans que ces personnes n'aient la volonté de s'y installer. 
Depuis le rattachement de l'île à la France, le mécontentement du peuple kanak ne cesse de croître jusqu'à la révolte qui éclate en 1878 mené par Ataï, le grand chef de Komalé. Des affrontements violents ont lieu entre les peuples indigènes et les colonisateurs jusqu'à la décapitation d'Ataï et l'exposition de sa tête, qui est ensuite emportée en France. Cela va pousser les tribus à se rendre puisqu'on leur promet de leur laisser la vie sauve s'ils le font mais quelques oppositions, notamment au nord de l'île, restent présentes jusqu'au début de l'année 1879 où plusieurs chefs de tribus sont tués les uns après les autres.
Plusieurs décrets mettent en place un impôt de capitation pour chaque Kanak ainsi que la gestion des tribus dont certaines sont regroupées et placées sous l'autorité d'un grand chef.
Dès l'Exposition universelle de Paris de 1889 et jusqu'à celle de 1931, les peuples autochtones des colonies françaises sont présentés et exposés dans des zoos humains où ils doivent faire le spectacle afin de montrer leur « sauvagerie » aux visiteurs. C'est à partir de cette date que l'image des Kanak s'est détériorée en métropole. Quelques auteurs et religieux comme le pasteur Maurice Leenhardt ont agi pour les droits des Kanak mais sans grand succès. Lors de la Première Guerre mondiale, ils ont également été appelés à se porter volontaire et un premier contingent part pour l'Europe en 1915 puis un second l'année suivante. Cependant, cela n'a pas permis d'améliorer leur image auprès des Européens qui les voient toujours comme des cannibales.

### L'exposition universelle de Paris de 1931

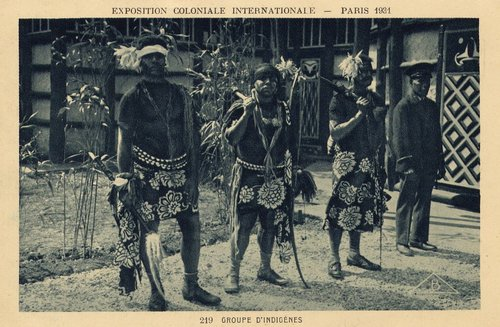
Des Kanak exposés à l'Exposition coloniale de 1931 de Paris

L'Exposition coloniale de Paris ouvre ses portes le 6 mai 1931 au bois de Vincennes et ferme ses portes le 15 novembre 1931. Elle comptabilise 33,5 millions d'entrées pour un bénéfice allant de 30 à 35 millions de francs. 
111 Kanak débarquèrent à Marseille 5 à 6 semaines avant l'ouverture de l'exposition, ils furent conduits au Jardin d'acclimatation du bois de Boulogne où ils sont exposés comme des animaux dans des cases construites à la hâte. En effet, ce jardin servaient à accueillir des animaux et des plantes exotiques et il était devenu un lieu d'exhibition indigène. Dans Cannibale, ils sont exposés au cœur de l'exposition, au bois de Vincennes. Il fallait payer 3 francs pour entrer dans le jardin puis 5 francs pour voir les « sauvages polygames et cannibales ». Dès le mois de mai, une soixantaine de Kanak furent envoyés en Allemagne en échange de crocodiles où ils furent divisés en deux groupes et présentés comme d'« authentiques cannibales ». 
Malgré l'engouement des visiteurs, plusieurs personnes ne furent pas dupes dont des hommes d'Église et tous les anciens coloniaux ayant résidé en Nouvelle-Calédonie. Alain Laubreaux publie dans Candide le 14 mai 1931 « Une heure chez les Mangeurs d'Hommes ». Il y raconte qu'il a retrouvé au Jardin d'acclimatation une de ses connaissances rencontrée à Nouméa, que cette personne Prosper était responsable dans une imprimerie et qu'il avait fait des études. Cela est bien loin de l'image du « sauvage cannibale » qui était présentée. 
Une autre des oppositions fut celle des surréalistes avec leur tract « Ne visitez pas l'Exposition coloniale » dont les auteurs les plus célèbres sont Paul Éluard, André Breton, Louis Aragon et Yves Tanguy. Ils appellent au boycott de l'exposition afin de protester contre les massacres coloniaux et l'exploitation des populations mais aussi afin de rejeter l'idée de la « Grande France ».
Les mauvais traitements qu'on leur inflige (nombreuses interdictions, pas de repos hebdomadaires, habillement léger...) font scandale dès le mois de juillet 1931, notamment grâce à une lettre envoyée au ministre des colonies écrite par les Kanak exposés en Allemagne. Le gouverneur de Nouvelle-Calédonie, Joseph Guyon est jugé responsable et il est destitué de son poste sur le champ. En septembre 1931, les Kanak envoyés en Allemagne rentrent à Paris, ils sont tous logés au Jardin d'acclimatation mais ils ont le droit de se rendre à l'exposition tous les après-midi. Le 11 novembre 1931, 104 Kanak embarquent à Marseille afin de rentrer chez eux. Au cours de ces mois passés en France, 5 sont morts, 4 naissances eurent lieu et 7 décidèrent de rester en Europe.

### Les «Évènements»
Les Événements qui ont secoué la Nouvelle-Calédonie dans les années 1980 font suite à des tensions présentes sur le territoire dès les années 1950. La Nouvelle-Calédonie devient un Territoire d'Outre-Mer en 1946 et les populations locales deviennent des citoyens français. Ce statut est censé être transitoire afin soit de s'émanciper soit d'intégrer la République. De plus, les TOM sont représentés localement et aussi dans les instances nationales, ce qui fait de la France une nation en avance en Océanie. Dès 1957, la loi Defferre donne à la Nouvelle-Calédonie un statut d'autonomie, la majorité politique va à l'Union calédonienne (UC) ce qui ne tarde pas à créer des tensions. 
En 1958, la Nouvelle-Calédonie et l'Union calédonienne affirment leur souhait de se maintenir dans la République. Cependant, son chef, Maurice Lenormand est écarté du pouvoir en 1964 après avoir été accusé d'avoir commandité une opération de plasticage des locaux de l'UC à Nouméa. Pendant presque 30 ans, aucun changement n'est apporté dans les statuts des TOM de peur d'engendrer des conséquences dans les autres territoires administrés par la France.
Depuis l'affirmation des revendications indépendantistes appelé « réveil kanak » dans les années 1960-1970, les tensions ne font qu'augmenter jusqu'à éclater lors des élections territoriales du 18 novembre 1984. En effet, l'opposition entre les partisans de l'Indépendance kanak et socialiste et les partisans du maintien dans la République sont très fortes, à tel point que c'est quasiment une guerre civile qui se joue sur le territoire. Cependant, il n'est pas possible d'organiser un scrutin pour savoir si il faut rester ou non dans la République car il existe trop de désaccords au sein de la population. C'est pourquoi les indépendantistes demandant uniquement la révision des élections. Cela entraîne même la déclaration de l'état d'urgence ainsi que la mise en place d'un couvre-feu sur la Grande Terre en 1985.
La violence atteint son paroxysme lors de l'épisode tragique de la prise d'otages d'Ouvéa. Cela débute le 22 avril 1988 avec l'attaque de la gendarmerie de Fayaoué où quatre gendarmes perdent la vie. Elle se poursuit avec la prise d'otages d'autres gendarmes dans la grotte de Gossanah. Le gouvernement Chirac, sous la présidence de Mitterrand, déclare Ouvéa zone de guerre et donne le commandement des opérations au chef des forces armées de Nouvelle-Calédonie. L'opération Victor du 5 mai 1988 est un bain de sang: deux gendarmes sont tués ainsi que dix-neuf preneurs d'otages. Néanmoins, cela permet la libération des otages. Plus tard, les autorités admettront que ce qui s'est passé était contraire au devoir militaire.
Trois jours plus tard, François Mitterrand est réélu et il confie le dossier de la Nouvelle-Calédonie à son Premier Ministre, Michel Rocard. Ce dernier va convoquer à Paris Jacques Lafleur, chef du parti de Rassemblement pour la Calédonie dans la République (RCPR), et Jean-Marie Tjibaou, chef du Front de libération nationale kanak et socialiste (FLNKS). Cela aboutit aux accords de Matignon le 26 juin 1988, symbolisés par une poignée de main entre les deux hommes. Ces accords mettent en place une période de développement de dix ans avec des garanties économiques et institutionnelles avant que les Néo-Calédoniens ne se prononcent sur leur indépendance.
L'assassinat de Jean-Marie Tjibaou et de Yeiwéné Yeiwéné par un indépendantiste le 4 mai 1989 fait craindre une recrudescence des tensions mais ce n'est pas le cas. La mort de Tjibaou permet à sa stratégie d'être la seule voie suivie bien que les dissensions au sein du mouvement pour l'indépendance restent présentes.

## Analyse littéraire

### Les thèmes abordés

#### La culturekanak
As Bien que ce ne soit pas le sujet de ce livre, on entrevoit parfois à quoi ressemble la culture kanak. En effet, on en apprend un peu sur leurs rites funéraires: les défunts sont placés dans des grottes car le domaine souterrain leur appartient, ils ont un gardien vivant afin de veiller sur eux. De plus, les Kanak ont un lien étroit et profond avec la nature. L'orage et les phénomènes climatiques en général, les animaux et les plantes sont personnifiés, on peut parler d'animisme. Avec Wathiock et Kali, on perçoit également l'hospitalité qui habite leur culture quand ils proposent des crevettes et du thé à Gocéné.

#### La musique
Les chansons présentes dans le roman sont essentiellement des chansons coloniales de l'époque. Nénufar d'Alibert est l'hymne officiel de l'Exposition coloniale internationale. Cette chanson est très dégradante pour les populations indigènes, tout comme les deux autres chansons coloniales présentes dans Cannibale, Viens dans ma casbah également d'Alibert et Qu'est-ce que t'attends pour aller aux Colonies ? de Félicien Tramel,.
Les paroles de Nénufar sont à mettre en opposition avec l'épigraphe de Victor Hugo qui figure au début du roman. Ce quatrain issu du poème Liberté de 1859, « De quel droit mettez-vous des oiseaux dans des cages ? De quel droit ôtez-vous ces chanteurs aux bocages, Aux sources, a l’aurore, a la nuée, aux vents ? De quel droit volez-vous la vie a ces vivants ? », pourrait avoir été dit par tous ceux qui s'opposent à ce que les Kanak subissent dans le livre.
Il y a aussi deux chansons évoquées par Gocéné. La première concerne les « Niaoulis » qui sont des Kanak venus combattre pour la France pendant la Première Guerre mondiale et les paroles montrent qu'ils en ont beaucoup souffert. La deuxième est un chant kanak qui vient à l'esprit de Gocéné au moment de la mort de Badimoin et qui reflète la tristesse du personnage au moment de la mort de son ami.

#### L'amour, l'amitié et la solidarité
L'amour est présent tout au long du roman à travers la quête de Gocéné pour retrouver sa promise, Minoé, après qu'elle eut été envoyée en Allemagne. Il brave les dangers d'une ville qu'il ne connait pas et il est prêt à mourir pour la retrouver.
Le thème de l'amitié est abordé à travers deux relations. La première est celle qui le lie à Badimoin, le cousin de Minoé. Ce dernier l'accompagne dans son projet de retrouver Minoé et il lui reste fidèle malgré les dangers jusqu'à son assassinat par la police. La deuxième amitié qui transparaît est celle qui lie Gocéné à Francis Carroz. Une forte complicité s'est installée entre eux comme on peut le voir dès le début de l'œuvre,.
La solidarité est également présente à plusieurs moments. D'abord, Fofana permet à Gocéné et Badimoin de se cacher de la police et il leur donne à manger. Puis Francis Carroz s'interpose quand les policiers allaient abattre Gocéné de sang froid. Enfin, la fin du roman montre la solidarité qui lient les Hommes entre eux: Daeninckx sous-entend que Gocéné fait demi-tour pour aller aider les deux jeunes Kanak quand il entend des coups de feu,.

#### La violence et la mort
Le thème de la mort est abordé dès le début du récit de Gocéné quand trois de ses compagnons meurent de la malaria lors du voyage en bateau qui doit les amener en France. La violence psychologique est tout aussi présente que celle physique car les marins jettent les corps des morts à la mer, c'est quelque chose qui ne correspond pas du tout à la culture kanak et qui va à l'encontre de leurs rites funéraires. De plus, sous prétexte de les civiliser, on les considère comme des enfants qui ne comprennent rien. Cela correspond bien à la mentalité des Européens qui se croyaient dotés d'une « mission civilisatrice ». Les visiteurs leur jettent toutes sortes d'objets comme des bananes, des cacahuètes et même des cailloux. Lors de leur périple à travers Paris, Gocéné et Badimoin croisent certaines personnes racistes qui les agressent verbalement. Enfin, l'histoire de Gocéné se termine par la mort de Badimoin, assassiné de plusieurs balles dans le dos et s'écroulant dans les graviers. Malgré cette mort, les policiers continuent à avoir une attitude raciste, notamment quand Francis Carroz s'interpose pour éviter qu'ils n'abattent également Gocéné.

#### La place des étrangers dans laGrande Guerre
À travers l'histoire de Fofana, Daeninckx inclut une autre partie de l'histoire coloniale française dans son roman. En effet, les populations de toutes les colonies françaises ont été appelées à se mobiliser afin de servir dans les forces des tirailleurs étrangers durant la Première Guerre mondiale. Ils ont été envoyés au front sans équipement pour se protéger du gaz mortel alors que les Français refusaient d'y aller, ce qui a causé beaucoup de morts et provoqué beaucoup de maladies par la suite. De plus, les soldats étrangers qui cherchaient à se dérober pour ne pas aller au front étaient abattus par la police militaire française.

#### Les zoos humains et la déshumanisation des Kanak
Dans le roman Cannibale, deux orthographes existent pour le mot « Kanak ». Didier Daeninckx a indiqué dans une note : « Les accords de Nouméa, signés en 1998, ont officialisé le mot kanak et l'ont rendu invariable, soulignant la dimension paternaliste et coloniale du terme usuel canaque. » Le mot « canaque » n'est utilisé que par les représentants de l'autorité dans le livre. Cela souligne également la vision coloniale des Européens sur l'infériorité des populations indigènes.
À travers les zoos humains, le système colonial cherche à montrer le besoin de civiliser les populations « sauvages ». Le parcours fléché du Jardin d'acclimatation indiquait : « Cannibales ». L'affiche présentant les Kanak dans leur enclos disait: « Hommes anthropophages de Nouvelle-Calédonie ». La déshumanisation est palpable, on les considère comme des animaux, on leur lance de la nourriture et des cailloux, on les traite de « chimpanzés »,.

### Style
Daeninckx utilise dans ses romans des constantes qui assurent leur efficacité : un regard aigu et sans tabou, un souci du détail qui rappelle la réalité de la fiction selon lui et l'action de faire revivre le passé dans le présent. En effet, il dit: « En oubliant le passé, on se condamne à le revivre ». De plus, il superpose des périodes et des lieux différents dans ses œuvres ce qui rend possible l'identification du lecteur à certains personnages comme Francis Caroz dans Cannibale. Le lecteur ne voit pas seulement ce qui arrive au peuple kanak, il le vit avec lui. Daeninckx fait d'eux des sujets et non plus des objets de pitié ou de compassion.

## Après la publication

### La continuité du travail de mémoire

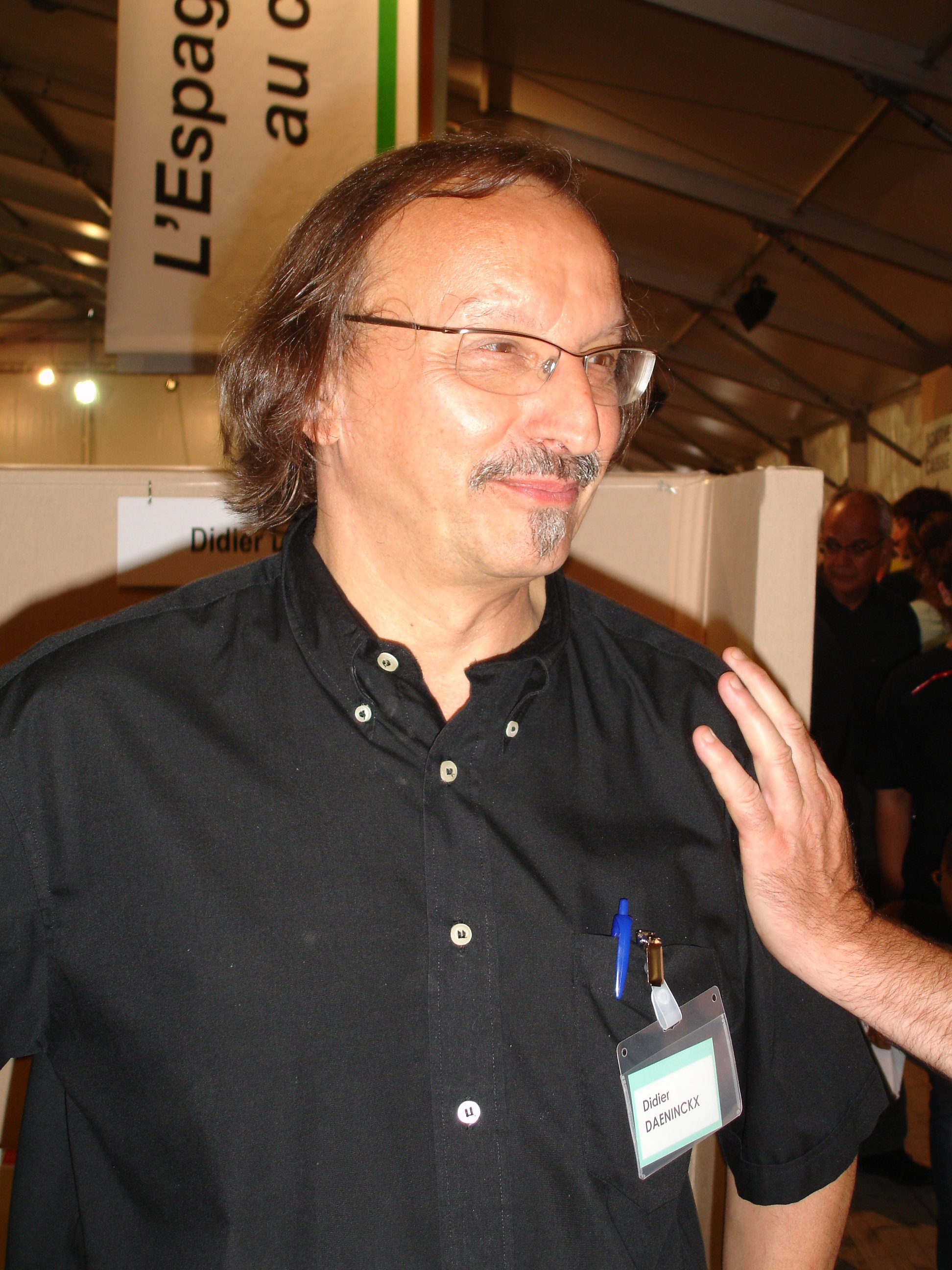
Didier Daeninckx (Huma 2006)

#### Le retour d'Ataï
En 2002, Didier Daeninckx publie Le Retour d'Ataï où on retrouve Gocéné, le héros principal de Cannibale, âgé de 90 ans. Il se lance dans une quête afin de retrouver et de ramener en Nouvelle-Calédonie la tête du grand chef Ataï tué en 1878 lors de la grande révolte qui a secoué l'île. Le crâne avait été emmené en France et exposé dans le musée d'ethnographie du Trocadéro. En effet, dans les années 2000, on le déclare perdu. Didier Daeninckx s'inspire de cette perte pour donner un autre destin à la tête d'Ataï.
Finalement, en 2011, on apprend qu'elle a été retrouvée dans les entrepôts du Jardin des plantes de Paris. Elle est restituée à la Nouvelle-Calédonie en 2014.

#### Des œuvres qui se placent dans la même lignée queCannibale
Après Le retour d'Ataï, Daeninckx a continué à donner la parole à des populations ou des personnes que l'histoire a oublié ou n'a pas voulu retenir. Bien que sa bibliographie soit très riche que ce soit avant ou après Cannibale, on peut en citer deux. Le premier, Missak publié en 2009, suit l'histoire d'un journaliste qui a pour mission de retracer le parcours de Missak Manouchian, un héros de la résistance arménien fusillé par les Allemands le 21 février 1944. Ce roman est le premier livre consacré à ce personnage important de la Résistance. Le second que l'on peut prendre comme exemple est Le Roman noir de l'Histoire publié en 2019. Ce livre se déroule sur 150 ans et retrace les vies de personnages qui ont participé l'Histoire sans que leur nom ne soit retenu. On y trouve, par exemple, l'histoire d'un manifestant de Mulhouse en 1912 ou d'une prostituée aveuglée ou encore d'un réfugié calaisien.
Il a également écrit ou réadapté certains de ses livres pour la jeunesse. En effet, Cannibale a été ajusté pour convenir aux plus jeunes et est devenu L'enfant du zoo en 2004. 

### Postérité du roman
Le roman Cannibale a été enrichi, dès 2001, d'une présentation, de notes, de questions et d'un après-texte aux Éditions Magnard afin qu'il soit étudié dans les classes de quatrième et de troisième au collège et dans les classes de lycées professionnels. Cette œuvre est devenue incontournable quand il est question de travail de mémoire et de périodes sombres de l'Histoire coloniale. 

#### Monographies
- Didier Daeninckx, Cannibale, Paris, Magnard, coll. « Classiques & Contemporains », 2001, 144 p..
- Elena Pinaud et Larissa Duval, Analyse de l'œuvre : Cannibale de Didier Daeninckx, Paris, LePetitLittéraire, 2014, 28 p. (ISBN 978-2-8062-1265-8, lire en ligne).
- Joël Dauphiné, CANAQUES DE LA NOUVELLE-CALÉDONIE À PARIS EN 1931 : De la case au zoo, Paris, L'Harmattan, 1998, 190 p..

#### Articles et chapitres
- Alice Bullard et Joël Dauphiné, « Les Canaques au miroir de l'Occident », dans Nicolas Bancel, Pascal Blanchard, Gilles Boëtsch, Éric Deroo et Sandrine Lemaire (dir.), Zoos humains : Au temps des exhibitions humaines, Paris, La Découverte, 2004, 118-126 p. (lire en ligne).
- Herman Lebovics, « Les zoos de l'exposition coloniale de Paris en 1931 », dans Nicolas Bancel, Zoos humains : Au temps des exhibitions humaines, Paris, La Découverte, 2004, 367-373 p. (lire en ligne).
- Christiane Chaulet-Achour, « D comme Daenincks », dans Abcédaire insolite des francophonies, Pessac, Presses Universitaires de Bordeaux, 2012, 91-96 p. (lire en ligne).
- (en) Charles Forsdick, « Siting Postcolonial Memory: Remembering New Caledonia in the Work of Didier Daeninckx », Modern & Contemporary France, vol. 18,‎ 2011, p. 175-192 (lire en ligne).
- Sarah Mohamed-Gaillard, « Une décolonisation inachevée », dans Histoire de l'Océanie : De la fin du XVIIIe siècle à nos jours, Paris, Armand Colin, 2015, 149-164 p. (lire en ligne).
- Alain Christnacht, « Les Accords de Matignon vingt ans après. L'Accord de Nouméa, dix ans plus tard », Négociations, vol. 10,‎ 2008, p. 89-103 (lire en ligne).
- Isabelle Leblic, « Chronologie de Kanaky Nouvelle-Calédonie (1774-2018). Version revue et augmentée en 2018 », Journal de la Société des Océanistes, vol. 147,‎ 2018, p. 529-564 (lire en ligne).

#### Liens web
- Hamed Berkane, « Cannibale (1998): le sens du roman », sur Le Web Pédagogique, 12 juillet 2016.
- Les Nouvelles Calédoniennes, « Ataï enfin sur ses terres », sur Les Nouvelles Calédoniennes, 4 septembre 2014.
- Didier Daeninckx, « Le Roman noir de l'Histoire », sur Éditions Verdier, 2019.
- Didier Daeninckx, « Missak », sur Gallimard, 2018.
- « Présentation de l’ouvrage sur le site de l'éditeur ».